# Cinéma kosovar
Le cinéma kosovar désigne l'industrie du cinéma au Kosovo.
Dans les premiers films tournés sur le territoire du Kosovo, on peut citer Oduzimanje oružja od Arnauta and Dule-hanu na putu za Prizren en 1912.
En 1969, le parlement du Kosovo, au sein de la Yougoslavie, crée une institution publique, Kosovafilm, pour produire des films sur le territoire.
Le Kosovo se déclare indépendant en 2008 et développe depuis une production nationale.